# Romániai magyar iparművészeti irodalom
Az iparművészeti irodalom az iparművészettel, iparművészekkel, egyéni és csoportos kiállításokkal, az iparművészet történetével és technikájával foglalkozó szakirodalom. A régi, nemes értelemben vett kézműiparról s mai leszármazottjairól szóló cikkeket, köteteket foglalja magában. Az iparművészeti irodalom  érdeklődési körébe tartozik a bútor-, agyag- és üvegművesség, az ötvös-, kovács-, szövő- és hímzőmesterség és a csipkekészítés számtalan változata, díszes könyvek kötése és mindaz, ami az ember életterének, közvetlen környezetének megnemesítését, otthonosabbá tételét szolgálja a maga sajátos eszközeivel. Éppen ezért az iparművészeti irodalom  az ipar- és a népművészet határeseteit is vizsgálja, kitekintéssel mind a képzőművészet, mind az ipar felé.

## A két világháború közt
A romániai magyar iparművészet célját Kós Károly 1923-ban a kolozsvári Vasárnapi Újság hasábjain jelölte ki (Guild of Handicraft; újraközölve Hármaskönyv. 1969. 59–69.), egy Angliából kiinduló európai mozgalomra irányítva a figyelmet, amely az ipar uniformizáló hatásának ellensúlyozására "stílust, formát a népnél keresett [...]. Ez a művészet nem az elavult és visszahozhatatlan korok halott, használhatatlan, a modern ember által meg sem érthető formáinak gépies utánzásából táplálkozott, de a modern szükséglethez és a modern gazdasági viszonyokhoz alkalmazkodva alkotta meg a maga szerkezeti formakincsét, mindig szem előtt tartva azt is, hogy a régi történelmi stílusból azt szabad és kell átvenni, átformálva az új szükségletekhez, amit [...] a milliók a magukénak azokból elfogadnak. Csak így lehetséges a régit alapul véve mégis új stílust: élő művészetet teremteni."
Kós Károly nyomdokán haladt Debreczeni László is, aki Erdély népművészete és a magyar iparművészet c. cikkében (Az Iparművész, Budapest, 1941/1) leszögezi, hogy amikor Toroczkai Wigand Ede, majd Kós Károly és Zrumeczky Dezső "tanulmányozták a magyar nép építőmunkáját és megalkották az új magyar iparművészet elveit [...] és gyakorlatilag kiformázták stílusukat, az építészethez szorosan kapcsolódó lakás-művészetben ugyancsak a szerzett tanulságok szerint az új szellemet és az új formákat honosították meg. S kezük nyomán bútorban, szőnyegben, festésben, kerámiában, bőr-, vas- és üvegmunkában egyszerre teljességgel lép elénk az erdélyi népművészet szellemében fogant új magyar építőművészet." Debreczeni népi építészeti írásai közül kiemelkedik Fatornyos hazámból c. sorozatának A templomok belsejéről és A házak belsejéről c. részlete (Ifjú Erdély, 1929/6, 8). Az Ellenzékben Moll Elemér műépítész Modern lakásművészet, majd A modern lakásművészet problémái c. alatt (1933. júniustól–október) hívta fel a figyelmet az iparművészet legsürgetőbb feladataira.
Művészeti folyóirat a két világháború között csak egy, a Művészeti Szalon (1926–32) biztosított teret az iparművészeti irodalomnak, az is jobbára az egyházi vonatkozásokkal foglalkozott, de ritkábban a lakásbelső alakításának fejlődéséről, a művészi porcelán és kerámia, valamint a bútortervezés kérdéseiről is közölt írásokat. Erdélyi vonatkozású iparművészeti-történeti írások e folyóiratban Roska Márton (Az Erdélyi Múzeum-Egyesület Régiségtárának majolikagyűjteményeiből, 1926/10, 1927/3, 1928/3), Kelemen Lajos (írásainak java része újraközölve Művészettörténeti tanulmányok II. 1982), Csányi Károly (A magyar agyagművesség múltjából, 1930/5–7), Layer Károly (A habán fájánszok, 1931/5–6) és mások tollából jelentek meg. Kelemen Lajos a Pásztortűz, Keresztény Magvető és Erdélyi Múzeum hasábjain közölt műemlék-leírásainak számos iparművészeti vonatkozása van. B. Nagy Margit Reneszánsz és barokk Erdélyben c. munkájában (1970) Szépülő otthonok c. alatt ismertette a fejedelmi, nemesi és polgári otthonok sajátos alakulását a XVI–XVIII. században.
Az 1920-as évek legjelentősebb romániai magyar iparművész-egyénisége Ferenczy Noémi (1890–1957), a nagybányai Ferenczy művészcsalád textilművész tagja. Nagybányán és Párizsban tanult, 1924-ben a modern művészek nemzetközi kiállításán Bécsben és 1927-ben az európai iparművészet lipcsei seregszemléjén egyedül képviselte a romániai iparművészet élvonalát. Kiállításairól az erdélyi lapokban 1920 és 1932 között számos méltatás látott napvilágot. 1942-ben Ferenczy Noémi és Domanovszky Endre kárpitjait egy iparművészeti kiállítás keretén belül mutatták be a kolozsvári Redut (ma Néprajzi Múzeum) termeiben. 1966-ban a Máramarosi Művészet c. tárlaton, majd a nagybányai művészkolónia alapításának 75. évfordulóján rendezett ünnepi kiállításon szerepeltek falikárpitjai. "Műveiben a megújuló gobelin-művészet legfőbb értékeit valósítja meg. Visszaadja a textilfelület anyagszerűségét, dekoratív, díszítő szerepét. És tudatosítja: a szövött kárpit nem másolás eszköze, nem a festmény átültetésének foglalata. Magasabb rendű művészet, a festészettel egyenrangú alkotás" – írja Ferenczy Noémi művészetéről Murádin Jenő (A Ferenczy művészcsalád Erdélyben. 1981. 79–104.).
Schlosser Jenő kerámiáiról 1923-ban egy temesvári kiállítás alkalmából a Temesvári Hírlap és a Vasárnapi Újság tudósít; ő volt a dicsőszentmártoni kerámiai művek művészeti vezetője. Papp Aurél porcelánkísérleteiről ugyancsak a Vasárnapi Újság ír (Erdélyi porcelánok, 1924/36). Ringler Miklós bútor- és Radó Zsuzsi textilpróbálkozásairól az Erdélyi Helikon számol be (1926/5). Belső berendezések művészi tervezésében és kivitelezésében Elek János marosvásárhelyi műbútorasztalos jeleskedett. 1929-ben Planuri moderne de mobile – Modern bútortervek – Moderne Möbelmappe címmel albuma jelent meg Kolozsvárt 54 konyha-, ebédlő-, háló-, úriszoba- és kertibútor-tervvel.
Az 1930-as évektől a Székelyföldön Gál Ferencné Gyergyószentmiklóson, Paál Gáborné és Vámszer Gézáné Csíkszeredában igyekezett a "székely festékes"-nek nevezett szőnyeget divatba hozni. Gálné és Szervátiusz Jenő közös kolozsvári kiállítását Vásárhelyi Z. Emil méltatta a Pásztortűzben (1936/21).
Az erdélyi ötvöshagyományokat folytatva Fuhrmann Károly ötvösművész már 1941-től helyet követel az iparművészeknek is a Barabás Miklós Céh tagjai sorában, s az 1948-as kolozsvári iparművészeti kiállítástól kezdve napjainkig részt vesz az iparművészeti élet valamennyi megnyilvánulásában, hazai és külföldi kiállításokon. A modern ötvösművészet új kifejezésformájával, az anyag, a funkció és a díszítés kiegyensúlyozott harmóniájával nagy értékű művészi tárgyakat alkotott: 1982-es retrospektív kiállításán – a Kolozsvári Művészeti Múzeumban – felmérhető volt művészi pályája a régészeti leletek formakincsétől az atomrobbanás látomásáig. Szimbolikus jelrendszere, az anyag és a mesterség ismerete és szeretete nyomja rá bélyegét valamennyi alkotására.

## 1945–1989 közt
Erdélyben a két világháború között az iparművészképzés hiányzott. Az iparművészek ezért helyi mesterektől, majd külföldi tanulmányutakon, Budapesten (Bandi Dezső, Fuhrmann Károly, Szentimrei Judit), Párizsban (Ferenczy Noémi), Helsinkiben (Szentimrei Judit) fejlesztették tovább tudásukat. Az iparművészeti oktatás a Kolozsvári Magyar Művészeti Intézetben (1949–50), majd 1950-től a Ion Andreescu Képzőművészeti Intézet lakberendezési, kerámia és textil tanszékén indult meg. A lakberendezési tanszéken (1949–57) Virgil Salvanu építész, tanszékvezető mellett Erdős Tibor festőművész és Lázár Erzsébet lakberendező dolgozott. Az 1971-ben létrehozott ipari formatervező tanszéket szintén Salvanu vezeti, munkatársa Kröbl Mária és Thury Mária. A textil tanszék vezetője nyugdíjazásáig (1967) Bene József festőművész, Ciupe Mária iparművész rajzot, festészetet és kompozíciót tanított (1954–74), Szentimrei Judit iparművész és népművészeti kutató a gobelin, szőnyeg és szőttes kivitelezési technikáját, valamint a hallgatók nyári népművészeti kutató, gyári és szövetkezeti gyakorlatát vezette (1950–74). Balaskó Nándor szobrászművész 1949-től 1970-ig a kerámia tanszék, Kósa Huba Ferenc szobrász és keramikus 1949-től 1973-ig az agyagművesség gyakorlati vezetője volt, 1960 óta az üvegművesség gyakorlati vezetője Egri László iparművész. Debreczeni László előbb az intézet műszaki vezetője (1949–55), majd nyugalomba vonulásáig (1963) népművészetet, ábrázoló mértant és perspektívát tanított.
A főiskolai oktatással fellendült az iparművészeti élet és az iparművészeti szakirodalom is. Debreczeni László, Kósa-Huba Ferenc, Kröbl Mária és Szentimrei Judit gyakran szerepel lakberendezésről, modern kerámiáról, a mindennapi élet esztétikájáról szóló írásaival a hazai magyar sajtóban. Az 1954-es bukaresti iparművészeti biennálétól, valamint az első kolozsvári tartományi kiállítástól (1957) kezdve az iparművészek munkáját széles körű sajtóvisszhang kísérte. Érdemes kiemelnünk Balázs Péter Megújhodó iparművészet (Utunk, 1957/52), Debreczeni László Az iparművészetről és a kolozsvári iparművészeti kiállításról (Művelődés, 1958/2) s Jegyzetek egy iparművészeti kiállításról (Korunk, 1958/4), továbbá Szőcs István A meghittség művészete (Utunk, 1960/36), valamint Banner Zoltán Modern népi iparművészet (Korunk, 1965/3) és Hova tűnnek a keramikusok? (Utunk, 1967/4) c. írásait. A kiállítások sikerein felbuzdulva az Utunkban külön rovat nyílt "A mindennapi élet esztétikája", az Előrében pedig "Lakás és berendezés" címmel.
A főiskolai szintű iparművészképzés következményeképpen örvendetesen megszaporodtak a híradások fiatal, pályájukra lépő vagy már pályájuk delelőjén levő iparművészekről, különböző városokban alakult iparművész csoportokról. Egyéni és csoportos kiállításokon, megyei, országos és nemzetközi tárlatokon szereplő s az iparművészet irodalomban gyakran említett textilművészek: Bukarestben Benkő Mrazek Berta (szőnyeg) és Köllő Erzsébet (divat); Temesvárt Jecza Bíró Klára és Zimán Vitályos Magda (szőnyeg); Nagyváradon Holló Barna (szőnyeg) és Lepizsán Fekécs Zita (szőnyeg, makramé); Szatmáron Márkusz Uszkai Erzsébet és Bandi Katalin (divat); Nagybányán Lugosi Edit és Kozma István (textil és fém); Kolozsvárt Ciupe Mária (batik, imprimé, gobelin), Deák Beke Éva, Károly Gyöngyi, Jeney Erzsébet, F. Halay Hajnal, Ráduly Liszka Mária, Botár Edit (bábművészet, textil), Szentimrei Judit és Szervátiusz Bach Hedda; Marosvásárhelyt Nagy Dalma, Szabó Bódis Erzsébet, Orbán Fülöp Imre (kosztüm, szőnyeg), Tamás Anna (kosztüm, gobelin); Petrozsényban Imling Frida; Csíkszeredában Bakos Erzsébet, Török Erzsébet; Székelyudvarhelyt Zsigmond Aranka; Sepsiszentgyörgyön Deák M. Ria; Kovásznán Gazdáné Olosz Ella; Brassóban Simó Enikő (bábművészet, textil).
A kerámia és az üveg szak végzettjei nagyobbára a népművészeti szövetkezetek, a kolozsvári porcelángyár, a segesvári fajanszgyár, valamint a tordai és gyulafehérvári üveggyárak tervezői lettek. Az iparművészeti irodalom bővebben foglalkozott Jakobovits Márta, Molnár Mária és Sántha Imre kerámiáival.
A lakberendezési szak végzettjei közül Sóvágó János és Starmüller Géza számos középületet, kiállítást, múzeumot és múzeumbelsőt tervezett, s szakszerű írásaival az iparművészeti irodalom fejlesztéséhez is hozzájárult, Péter Dezső a máramarosszigeti múzeum szervezője, majd az ottani faipari kombinát stílbútortervezője lett.
Fejlődött az ötvösművesség is. Nagy Enikő rekesz-zománcos ékszerei, a kolozsvári Pongrácz Antónia, a nagybányai Kozma István és a sepsiszentgyörgyi Szilágyi Zsolt fémdomborításai visszhangot keltettek az iparművészeti irodalomban. Elismerést váltottak ki a kovácsoltvassal dolgozó fémművesség alkotásai is, így a kolozsvári Művészeti Múzeum – a régi Bánffy-palota – vasrácsos kapuja (tervezte Balázs Zoltán, kivitelezte Papp László). Újabban a kolozsvári Szamos-híd új vaskorlátjára figyelt fel a sajtó (Károly Sándor iparművész alkotása).
Az 1970-es évek második felében az iparművészeti irodalom kevésbé volt termékeny, a lakberendezés korszerű iparművészetének azonban új lendületet adott A Hét ismeretterjesztő melléklete, a TETT, melynek 1981/2-es száma A lakás címmel a lakótér korszerű otthonosabbá tételét szorgalmazta.
Az iparművészeti irodalom érdeklődéssel kíséri Bandi Dezső marosvásárhelyi képzőművész évtizedek óta folytatott modellező kísérletezését, amellyel a népművészetet korszerű iparművészetté kívánja fejleszteni mind a szövés-fonás, kötés, varrás, mind a kerámia, faragás és más háziipari mesterségek széles körű művelésének területén. Társadalmi mozgósító munkásságáról, mely falvaknak-tájaknak adja vissza művészi alkotóképességét, maga is számot ad írásban, filmen, kiállításokon. Ugyancsak az eredeti népművészet és az iparművészet szerencsés kapcsolása miatt keltettek figyelmet Csulak Magda népi ihletésű szőttesei-varrottasai, amelyeket már első kolozsvári bemutatásuk alkalmából köszöntött a Hölgyfutár (1934/7); a művészete alapjául szolgáló árapataki hímzések gyűjteményét Gazdáné Olosz Ella rendezte sajtó alá (125 magyar szálánvarrott hímzésminta. Sepsiszentgyörgy 1972).
Szerepet vállalt az iparművészeti irodalom fejlesztésében a Korunk Galéria is 1973-ban indult kiállítássorozatával; prospektusai, albumai és megnyitó rendezvényei az iparművészetet a képzőművészet rangsorába emelik s a sajtó és rádió útján népszerűsítik. Az iparművészek közül többek közt itt jutottak irodalmi feldolgozáshoz Fodor I. György, Pongrácz Antónia, Tamás Pál, Röser Ferenc fémdomborításai, Bakó-Hetei Rozália fajansztányérai, Zsigmond Aranka, Sajgó Fodor Erzsébet, Kozma Erzsébet, Zimánné Vitályos Magda textilmunkái, Kasza Anna népi szőnyegei; itt került értékelésre Sántha Imre, B. Székely Ilona, Józsa János kerámiája, Haszmann József és Pál, Balázs János fafaragása, Erőss János csont- és Török István népi kő-faragása, Nagy Enikő zománcművészete, nemegyszer megvilágítva a népművészeti irodalom és az iparművészeti irodalom határterületeit.